# 백상루
백상루(百祥樓)는 평안남도 안주시 안주읍에 있는 고려시대의 건축물이다. 관서팔경의 하나다. 조선민주주의인민공화국의 국보 제31호로 지정되었다.

고려때인 충숙왕 이전에 처음 세워진 백상루는 조선시기 1753년 읍성의 면모가 완성되면서 고쳐지어지고, 관서8경의 하나로 "관서제일루" 라며 아름다운 경치를 자랑하며 내려왔다. 백상루란 여기서 백 가지 아름다운 경치를 한눈에 다 볼 수 있다는데서 붙여진 이름이다.
1. ↑  강 태 중 (국사편찬위원회 사료조사위원 ). “남이흥 장군의 현실 인식과 진주(晉州”. 당진신믄. 2020년 6월 15일에 확인함.